# Василівка (Бутурлинівський район)
Василівка (рос. Васильевка) — село у Бутурлинівському районі Воронезької області Російської Федерації.
Населення становить 868 осіб. Входить до складу муніципального утворення Васильєвське сільське поселення.

## Історія
Населений пункт розташований у межах українського історико-культурного регіону Східної Слобожанщини. До Перших визвольних змагань належав до Воронезької губернії. У 1918 році село було прикордонним пунктом української держави. 
Від 1928 року належить до Бутурлинівського району, спочатку в складі Центрально-Чорноземної області, а від 1934 року — Воронезької області.
Згідно із законом від 15 жовтня 2004 року входить до складу муніципального утворення Васильєвське сільське поселення.

## Населення
| 2010 | 2012 | 2013 | 2014 | 2015 | 2016 | 2017 |
| ---- | ---- | ---- | ---- | ---- | ---- | ---- |
| 1001 | ↘945 | ↘936 | ↘896 | ↘878 | ↘873 | ↘869 |
| 2018 |      |      |      |      |      |      |
| ↘868 |      |      |      |      |      |      |